# Cuando los maridos se iban a la guerra
Cuando los maridos se iban a la guerra es una película española de comedia erótica estrenada en 1976, dirigida por Tito Fernández y protagonizada en el papel principal por Arturo Fernández.

## Sinopsis
Don Tello de Buinesa vive en su castillo con sus tres hijos y sus respectivas esposas. Ellas no acaban de quedarse embarazadas debido a que los maridos no ponen lo que tienen que poner de su parte.

## Reparto
- Arturo Fernández ...	Don Tello de Buinesa
- Karin Schubert ... Beatriz
- Ira von Fürstenberg ... Doña Flor
- Claudine Auger ... Sol
- Paca Gabaldón	...	Elvira
- África Pratt ...	Sancha
- José Vivó	...	Físico
- Alfonso del Real ...	Abad
- Laly Soldevila ... Doña Urraca
- Rafaela Aparicio ...	Calixta
- Julián Navarro
- Pepe Ruiz
- Salvador Orjas
- José Álvarez
- Miguel Ángel Aristu
- José Enrique Camacho
- José Lifante	...	Alcaide
- Yolanda Ríos
- Enrique Fernández 'Sonio'
- Carmen Martínez Sierra
- Félix Rotaeta	...	Juglar
- Miguel J. Gaiceo
- Anabel Montemayor
- José María Portillo
- Aparicio Rivero
- Pascual Barrachina
- Carmen León
- Carmen Lozano
- Rafael Albaicín
- Manuel de Agustina
- Fernando Baeza
- Francisco Andrés Valdivia